# El Cenepa (distrito)
El Cenepa é um distrito peruano localizado na Condorcanqui, departamento Amazonas. Sua capital é a cidade de Huampami.

## Transporte
O distrito de El Cenepa não é servido pelo sistema de estradas terrestres do Peru.